# 边落
 

蓄须并留有佩犹丝的哈雷迪犹太教男子

边落，音譯為佩犹丝（希伯來語：פֵּאָה; plural: ‎），在英语中拼為 pe'ot、peyot；或者按照阿什肯纳兹犹太人的发音而拼為payos、peyos、peyois或 payois，是希伯来语中鬓角卷发的意思。 它是一种流行于在犹太教正统派的成年男子和男孩中的一种发饰。它来源于对希伯来圣经中禁止剔除头部“边角”的头发教义。 不同犹太教派别对此的理解不同因而佩犹丝发饰也稍有不同。